# Maireana marginata
Maireana marginata là loài thực vật có hoa thuộc họ Dền. Loài này được (Benth.) P. G. wilsonW mô tả khoa học đầu tiên năm 1975.